# 제37회 세자르상
제37회 세자르상은 2012년 2월 24일에 열린 시상식이다.

## 수상 및 후보

### 작품상
- 아티스트 - 미셀 하자나비시우스 외 1명 수상
- 미니스터 - 피에르 슐러
- 전쟁의 선언 - 발레리 돈젤리
- 르 아브르 - 아키 카우리스마키
- 언터처블: 1%의 우정 - 올리비에르 나카체 외 1명
- 피터 - 알랭 카발리에
- 광택 - 마이웬 르 베스코

### 감독상
- 아티스트 - 미셀 하자나비시우스 수상
- 피터 - 알랭 카발리에
- 전쟁의 선언 - 발레리 돈젤리
- 르 아브르 - 아키 카우리스마키
- 광택 - 마이웬 르 베스코
- 미니스터 - 피에르 슐러
- 언터처블: 1%의 우정 - 올리비에르 나카체 외 1명

### 남우주연상
- 언터처블: 1%의 우정 - 오마 사이 수상
- 오마 킬드 미 - 사미 부아질라
- 언터처블: 1%의 우정 - 프랑수아 클루제
- 아티스트 - 장 뒤자르댕
- 미니스터 - 올리비에 구르메
- 정복 - 드니 포달리데스
- 길티 - 필립 토레톤

### 여우주연상
- 아티스트 - 베레니스 베조 수상
- 스노우 오브 킬리만자로 - 아리안 아스카리드
- 소스 - 레일라 벡티
- 전쟁의 선언 - 발레리 돈젤리
- 광택 - 마리나 포이스
- 올 아워 디자이어스 - 마리 질랭
- 광택 - 카린 비아르

### 남우조연상
- 미니스터 - 미셀 블랑 수상
- 광택 - 니콜라스 뒤보셸
- 광택 - 조이 스타르
- 정복 - 베르나르 르콕
- 광택 - 프레더릭 피에롯

### 여우조연상
- 서비스 엔트런스 - 6층의 여인 - 카르멘 마우라 수상
- 미니스터 - 자부 브레트만
- 언터처블: 1%의 우정 - 앤 르니
- 관용의 집 - 노에미 르보프스키
- 광택 - 카롤 로셰

### 신인남우상
- 앙젤르와 토니 - 그레고리 가데보이스 수상
- 유 윌 비 마이 선 - 니콜라스 브리뎃
- 지미 리비에르 - 귀욤 고익스
- 젬 르가르데 레 피으 - 피에르 니네
- 갱 스토리 - 디미트리 스토로지

### 신인여우상
- 광택 - 나이드라 아야디 수상
- 앙젤르와 토니 - 클로틸드 헤스메 수상
- 관용의 집 - 아델 에넬
- 관용의 집 - 셀린느 살레테
- 트위기 - 크리스타 테렛

### 각본상
- 미니스터 - 피에르 슐러 수상
- 전쟁의 선언 - 발레리 돈젤리 외 1명
- 아티스트 - 미셀 하자나비시우스
- 광택 - 마이웬 르 베스코
- 언터처블: 1%의 우정 - 에릭 토레다노 외 1명

### 각색상
- 카니지 - 로만 폴란스키 외 1명 수상
- 델리커시 - 다비드 포앙키노스
- 길티 - 벵상 가렌크
- 오마 킬드 미 - 올리비에르 로렐르 외 3명
- 질서와 도덕 - 마티유 카소비츠 외 2명

### 촬영상
- 아티스트 - 귀욤 쉬프먼 수상
- 관용의 집 - 조시 데샤이즈
- 광택 - 피에르 에임
- 미니스터 - 줄리앙 히르쉬
- 언터처블: 1%의 우정 - 마티유 바데피드

### 의상상
- 관용의 집 - 아나이스 로망 수상
- 마이 리틀 프린세스 - 캐서린 바바
- 아티스트 - 마크 브릿지
- 서비스 엔트런스 - 6층의 여인 - 크리스챤 개스크
- 소스 - 비오리카 페트로비치

### 음향상
- 미니스터 - 쟝-피에르 라포스 외 2명 수상
- 언터처블: 1%의 우정 - 파스칼 아만트 외 2명
- 관용의 집 - 장-피에르 듀렛 외 2명
- 광택 - 니콜라스 프로보스트
- 전쟁의 선언 - 로렌트 가비엇 외 2명

### 편집상
- 광택 - 로리 가르뎃 수상
- 아티스트 - 앤-소피 비온 외 1명
- 미니스터 - 로렌스 브리오드
- 전쟁의 선언 - 폴린 게일러드
- 언터처블: 1%의 우정 - 도리언 리갈-안수스

### 음악상
- 아티스트 - 루도빅 바우스 수상
- 비러브드 - 알렉스 뷰파인
- 관용의 집 - 베르트랑 보넬로
- 파리의 몬스터 - 패트리스 랜슨
- 미니스터 - 필립 숄러

### 미술상
- 아티스트 - 로렌스 베넷 수상
- 관용의 집 - 알라인 거프로이
- 서비스 엔트런스 - 6층의 여인 - 피에르-프랑소와 림보스치
- 미니스터 - 장-마크 트란 탄 바

### 단편영화상
- 피아노 튜너 - 올리비에 트레네 수상
- 라 프랑스 키 세 레비 토 - 휴고 채나르드
- 주헤 퓌 에뜨에 윈느 퓌뜨 - 바야 카스미
- 아이 쿠드 비 유어 그랜드마더 - 버나드 탕기
- 어 월드 위드아웃 우먼 - 기욤 브락

### 애니메이션상 - 단편
- 랍비의 고양이 - 앙트완 델레스보스 외 2명 수상
- 서커스 - 니콜라스 브로
- 마우시즈 테일 - 벤자민 레너
- 더 페인팅 - 장 프랑수아 라귀니
- 파리의 몬스터 - 비보 베르즈롱

### 외국어영화상
- 씨민과 나데르의 별거 - 아쉬가르 파라디 수상
- 블랙 스완 - 대런 아로노프스키
- 킹스 스피치 - 톰 후퍼
- 드라이브 - 니콜라스 윈딩 레픈
- 자전거 탄 소년 - 장 피에르 다르덴
- 그을린 사랑 - 드니 빌뇌브
- 멜랑콜리아 - 라스 폰 트리에

### 데뷔작품상
- 웬 피그스 해브 윙스 - 실베인 에스티발 외 1명 수상
- 17 파일즈 - 델핀 콜린 외 1명
- 앙젤르와 토니 - 알릭스 델라포르트
- 시작은 키스! - 다비드 포앙키노스 외 1명
- 마이 리틀 프린세스 - 에바 이오네스코

### 다큐멘터리상
- 뚜 오 라르작 - 크리스티앙 호드 외 3명 수상
- 르 발 데 멘퇴르 - 다니엘 르콩트
- 크레이지 호스 - 프레더릭 와이즈먼
- 데이 드라운 더 알제리언스 히어 - 야스미나 아디
- 미셸 페트루치아니, 끝나지 않은 연주 - 마이클 래드포드

### 공로상
- 케이트 윈슬렛 수상

## 같이 보기
- 제84회 아카데미상
- 제65회 영국 아카데미 영화상
- 제24회 유럽 영화상